# Beka
Beka je zaniklá kašubská rybářská vesnice na břehu Pucké zátoky Baltského moře u vesnice Osłonino v gmině Puck v okrese Puck v Pomořském vojvodství v severním Polsku.

## Historie
První písemná zmínka o místě pochází z roku 1523 jako o skladu dřeva poblíž řeky Reda. V 19. století byl regulován tok řeky Reda a vznikl tak kanál Beka. Po druhé světové válce zde trvale žili jen dva obyvatelé. V roce 1959 zde vypukl požár, který Beku úplně zničil a nasledně došlo k vylidnění. Vlivem přírodních vlivů se pobřeží postupně posunulo k vesnici a občasné mořské bouře dokonaly zkázu Beky. Z osady zůstaly jen kamenné základy domů a několik stromů. Na místě osady je umístěn dřevěný kříž.

## Další informace
Místo, které je celoročně volně přístupné, se nachází v přírodní rezervaci Beka, která je součástí Nadmořského krajinného parku (Nadmorski Park Krajobrazowy). K místu vede také naučná stezka.

## Galerie

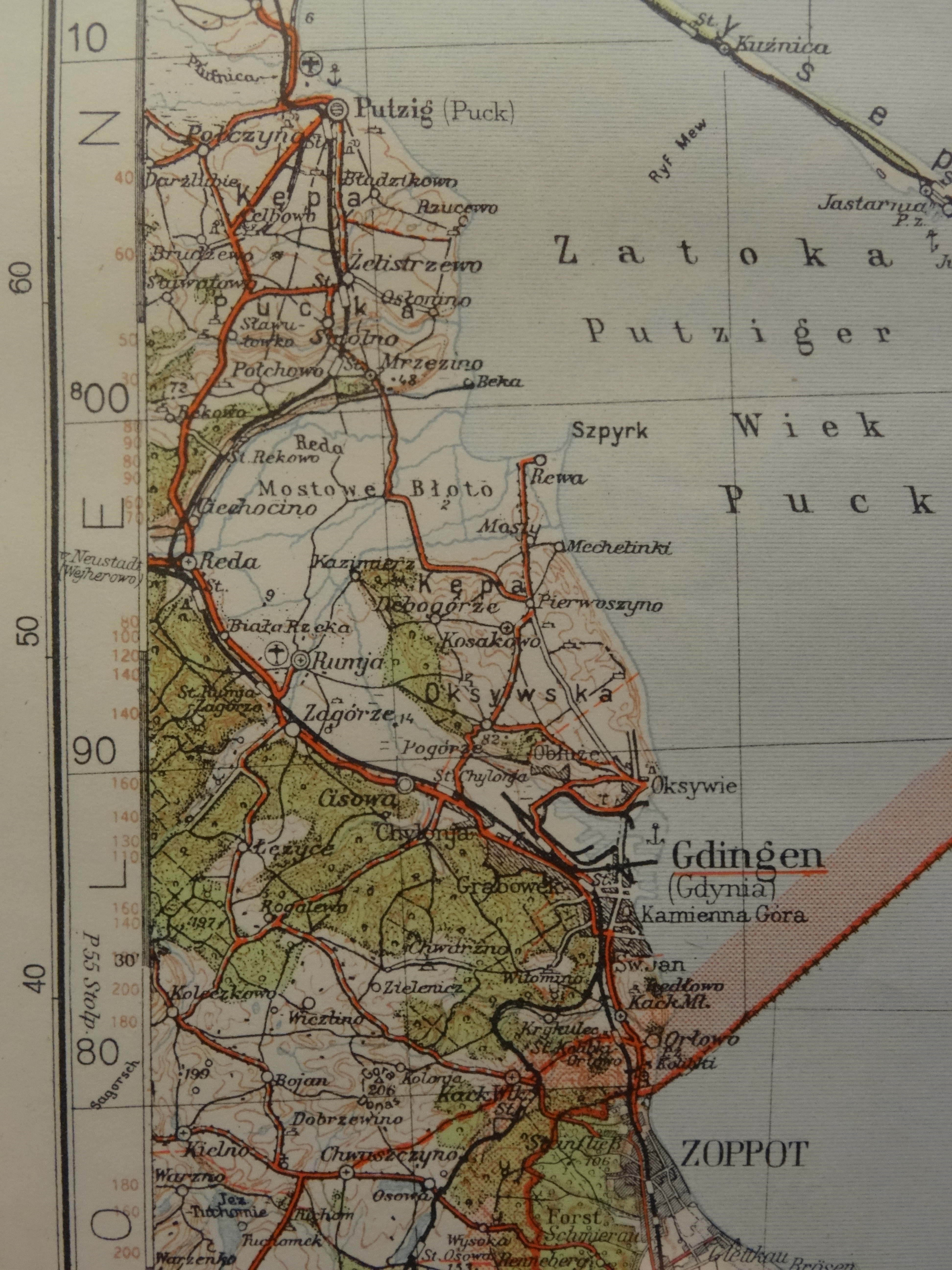
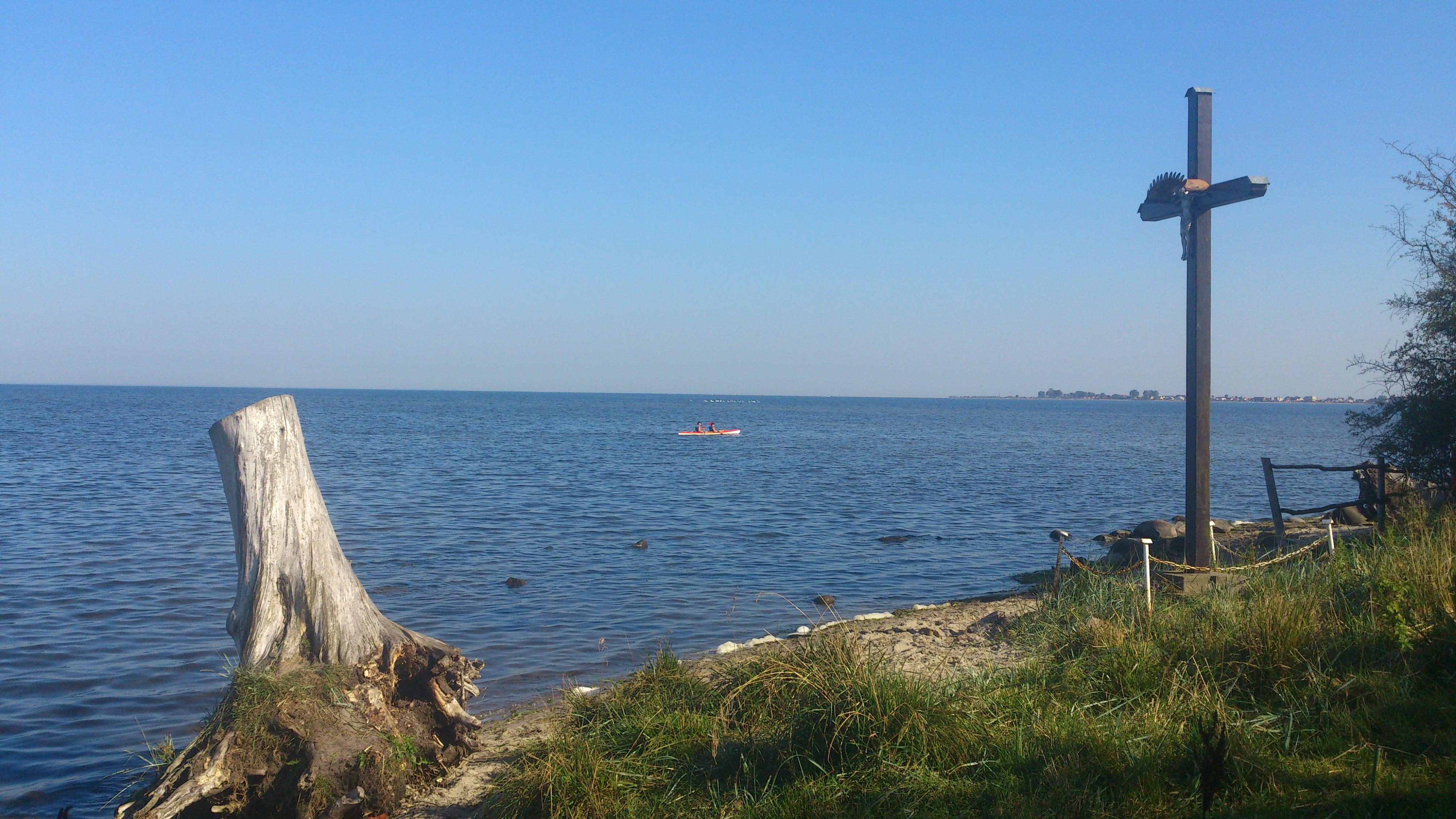
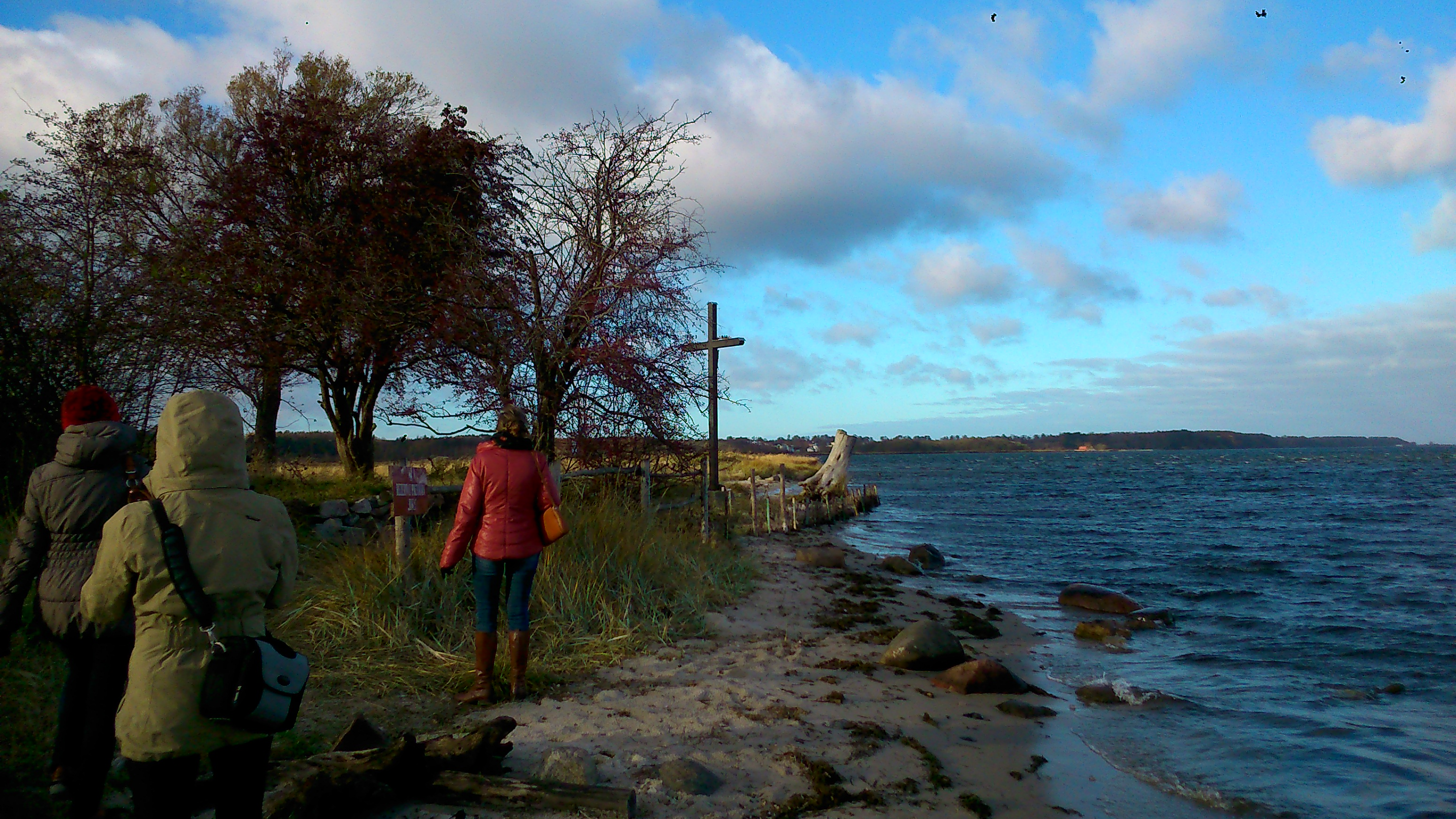